# Giacomo Pastorino
Giacomo Pastorino (ur. 7 czerwca 1980) – włoski piłkarz wodny. Srebrny medalista olimpijski z Londynu.
Zawody w 2012 były jego pierwszymi igrzyskami olimpijskimi. Włosi w finale przegrali z Chorwatami.